# Agnieszka Szydłowska
Agnieszka Szydłowska (ur. 3 listopada 1974 w Warszawie) – polska dziennikarka radiowa i telewizyjna.

## Życiorys
Absolwentka Wydziału Wiedzy o Teatrze Akademii Teatralnej w Warszawie.
Od 1998 roku pracowała w Rozgłośni Harcerskiej, a następnie przez 4 lata w Radiostacji. W Programie Trzecim Polskiego Radia prowadziła m.in. audycje: „Radiowy Dom Kultury” i „Program Alternatywny”. W latach 2003–2009 i 2015 jako „druhna zastępowa” poprowadziła 6 wydań „Listy Przebojów Programu Trzeciego”. Była członkinią Akademii Muzycznej Trójki. 18 maja 2020 r. złożyła wypowiedzenie w proteście przeciwko ocenzurowaniu wyników 1998. wydania Listy przebojów Programu Trzeciego.
Była współprowadzącą w telewizyjnym programie „Pegaz” (w latach 2000–2003 z Moniką Obuchow, a w 2016 roku z Markiem Horodniczym). Wraz z Mariuszem Wilczyńskim prowadziła w TVP1 program poświęcony zjawiskom we współczesnej kulturze i sztuce „Po godzinach”. Wraz z Krzysztofem Kłopotowskim prowadziła program „Kinematograf”. W latach 2005–2020 współpracowała z TVP Kultura. Prowadziła tam program „Niedziela z...” oraz była, wspólnie z Markiem Horodniczym, ekspertką w dziedzinie muzyki w programie „Tygodnik kulturalny”.
We wrześniu 2020 została dziennikarką newonce.radio, gdzie prowadziła programy „PS. Gra”, „Tygodnik” i „Godzina Czasu”. W tym samym miesiącu rozpoczęła emisję swoich internetowych podcastów pt. „Nagrywki Pani Szydłowskiej” udostępnianych w aplikacji Empik Music.
Od 18 stycznia 2024 jest dyrektorką Programu Trzeciego Polskiego Radia. Zastąpiła Marcina Wąsiewicza.

## Życie prywatne
Partnerem życiowym dziennikarki jest prezenter radiowy Bartek Czarkowski. Ma z nim dwoje dzieci: syna Jerzego (ur. 9 maja 2007) i córkę Polę (ur. 29 września 2009).